# Verbena trágica
Verbena trágica – amerykański film z 1939 roku w reżyserii Charlesa Lamonta.

## Wyróżnienia
| Rok wpisania | National Film Registry |
| ------------ | --- |
| 1996         | Lista filmów budujących dziedzictwo kulturalne USA utworzona przez National Film Preservation Board i przechowywana w Bibliotece Kongresu Stanów Zjednoczonych |